# 電光超人古立特
《電光超人古立特》（日语：電光超人グリッドマン，英文：Gridman the Hyper Agent）是圓谷製作公司和TBS所制作的特攝電視劇，從1993年4月3日起於TBS系放映，每週六17：30～18：00播出。圓谷製作創立30周年記念作品。

## 概要
本作主要講述了三個少年少女，為了保護電腦世界而與電光超人古立特相遇，並與魔王卡恩德吉法展開鬥爭的故事。

### 規劃流程
這部作品的企劃於1992年夏天開始，最初是由玩具製造商特佳麗受到旗下規劃影集《電腦警察Cybercop》的回饋所影響，因此開始有著巨型機甲為主角的企劃，而本作電腦世界的設定也是對《電腦警察》為原型的進一步發展。最初曾考慮通過向東寶合作，但由於圓谷過去拍攝巨型英雄作品的良好經驗，因此最終製作團隊選擇了圓谷， 最終在圓谷和讀賣廣告將「古立特」概念與結合起來，但因商標註冊而將名稱改為「電光超人」 。
圓谷製作過去曾考慮製作超人力霸王系列的新電視劇，作為創業30週年的紀念作品，但未能實現，因此這部作品則被定位為創業30週年紀念作品。當時圓谷製作和TBS雖然還有業務往來，然而因《超人力霸王80》的衝突，與管理層的冷戰仍在繼續，最後本劇是在全力配合製作的富士通幫助下，才得以製作播出。
另外，此作也是日本圓谷製作首次使用D-2拍攝方法進行拍攝，曾參與本作製作的工作人員，後來參與了《超人力霸王迪卡》等平成超人系列的製作。負責拍攝的大岡新一和製作助理渋谷浩康據在平成奧特曼系列中利用了這部作品的經驗，在影片製作中建立的CG技術得到充分利用。

## 故事大綱
翔直人，馬場一平，井上友香，是櫻之丘初中的初中2年級的學生。平日在父母在經營室內裝飾店的一平的家地下建立的秘密實驗室。並以由中古零件製成的電腦「Junk」為中心，日以繼夜的進行研究和開發。
而同是直人的同學，但因陰險的性格而沒有朋友，更成為電腦發燒友的藤堂武史，在沉迷怪獸創作遊戲「The Castle of Torture」時，跟從異次元世界「Computer World」逃出來的魔王·Kahn Digifer相遇，並被其利用自己的負面情感，為他製作出各種各樣的怪獸，用作破壞，征服地球。
正當直人三人察覺到「Computer World」的異常時，由一平在「Junk」製作的CG·古立特/Gridman，竟然成為從「Computer World」追蹤Kahn Digifer而來的戰士的軀體，而直人亦為了跟古立特一起戰鬥而跟他合體。
就這樣，直人和武史，古立特和Kahn Digifer的戰爭開始了。

## 登場角色

### GRIDMAN同盟
| 角色           | 演員     | 配音           | 介紹 |
| 翔直人 （ ）   | 小尾昌也 | 陳卓智（香港） | 本作品的主角，櫻之丘初中2年級的學生，14歲。 是一位性格悠閒自在，開朗且熱情的少年，在第一話中與古立特相遇後，為了守護地球而透過「Accessor」跟古立特進行合體，成為唯一一個能穿梭到電子世界，為保護世界而戰鬥的人。                                             |
| 馬場一平 （ ） | 須藤丈士 | 梁偉德（香港） | 櫻之丘初中2年級的學生，14歲。 是直人最要好的朋友，擁有著相當開朗的個性，在三人組中負責為古立特製造裝備和支援機。 對於設計領域來說算是非凡的天才，同時也是電光超人古立特的設計者。                                                                            |
| 井上友香 （ ） | 服部純   | 梁少霞（香港） | 櫻之丘初中2年級的學生，14歲。 是直人最要好的朋友，同時也是成績優秀的高材生，精通網路與程式設計，因此在三人組中擔任軍師，負責想出對戰策略。 暗中對直人有好感，隨著故事的發展逐漸被他吸引。由於他片面的感情加上武史的嫉妒，因此經常成為魔王·卡恩德吉法的目標。 |

### GRIDMAN敵對陣營
| 角色           | 演員   | 配音           | 介紹 |
| 藤堂武史 （ ） | 菅原剛 | 李錦綸（香港） | 本作敵役角色，櫻之丘初中2年級的學生，14歲。 直人的同學，但因陰險的性格而沒有朋友，更成為電腦發燒友。 在沉迷怪獸創作遊戲「The Castle of Torture」時，跟來自異世界的魔王·卡恩德吉法相遇，並被其利用成為魔王的改造者，最後脫離了卡恩德吉法控制，並製作出用作消滅其的破壞用程式。 在雜誌「てれびくん」的特別編「電光超人古立特·魔王之反擊」，和短片「電光超人古立特·boys invent great hero」中，跟Sigma古立特(古立特的弟弟)進行合體。 |

### 直人的家庭
- 翔宗一郎（エド山口 飾）

- 翔道子（一柳留美（日语：一柳みる）飾）

- 翔大地（岩岡真裕 飾）

### 一平的家庭
- 馬場寛司（片岡五郎飾）

- 馬場彩子（津賀有子飾）

- 馬場加奈（中武佳奈子飾）

### 友香的家庭
- 井上英世（伴大介（日语：一柳みる）飾）

- 井上良枝（三谷侑未飾）

- 井上良仁（新井昌和飾）

### 其他角色
- 小金村巡査（小松正一飾）

- 尼崎巡査（五森大輔飾）

- 桑田仁美（高岸佐也子飾）

## 電子世界的主要角色

### 古立特
原文： / Gridman （CV：綠川光 / 港配：何國星）
從「電子世界」追蹤追擊異次元的魔王卡恩德吉法而來，外觀則是使用一平在「Junk」製作的CG模型作為軀體的電光特工，其實體是能源體「超級代理」。
自本身必須透過升級程式·P-L6806OX巨大化以進行戰鬥，但會對電腦「Junk」造成負荷，所以不能長時間戰鬥，此刻頭上能量燈會不停閃爍發出警告聲音，來提醒活動的界限。
因和直人進行合體的關係，所以亦會受其精神影響，如果直人受傷或者喪失鬥志的話也會影響古立特的戰鬥行動。最初和直人合體後為等身大，但是因為友香製作的巨大化程序，因此能巨大化70公尺，成為和怪獸差不多的大小。
在最終戰役時打敗了卡恩德吉法，和直人等人告別後回到了電子世界。

### 變身道具
Accessor
古立特送給直人的手鐲型物品，配戴在直人左手的道具，亦是古立特的左邊護腕。
只要直人喊出「Access Flash」，便會進入「電子世界」和古立特進行合體。

### Junk
（CV：嶋方淳子）
由直人三人製作，由各式中古零件拼裝成的電腦，同時也是與與古立特相關的重要物件，當電腦斷電時，古立特也會跟著消失。
但因為其由各種中古零件拼裝，導致每次直人變身成古立特進行戰鬥後，幾乎快過載負荷甚至報銷。
- 必殺技

網絡光線/Grid Beam
由左手的Accessor打出的光線技，古立特的主力光線技。
火花光線/Spark Beam
從左手打出的連續光彈攻擊。
網絡光劍/Grid Light Saber
將左手從上方移到左方，再移到右方並形成彎刀，並用右手向對方投出同時給予X字斬擊。
Neo超電導飛踢/Neo Superconductivity Kick
在空中向對方使出雙飛踢，一般會同時穿過對方身體。
調整光線/Fixer Beam
把「Computer World」損壞的部份修復的光線技。
網絡超級光線/Grid Hyper Beam
古立特接收武史開發的對Kahn Digifer專用破壞程式後，所打出的最強必殺技。
由於威力巨大，所以亦會對古立特造成自身崩潰的危險性。
- 武器

離子劍/Plasma Blade
由一平開發，長劍型武器，平時收納在屏障盾/Barrier Shield的手柄中。
能打出類似網絡光劍/Grid Light Saber的光刀。
屏障盾/Barrier Shield
同樣由一平開發，盾型武器。
劇情中得知是一平參考其愛吃的熱狗設計而成。
雷鳴戰斧/Thunder Axe
由離子劍/Plasma Blade和屏障盾/Barrier Shield合體而成的武器。
電光雷擊劍·古立特聖劍/Gridman Sword
中期出現，雷鳴戰斧/Thunder Axe另一型態。
必殺技為「雷光閃擊/Lightning Thunderbolt」。
戰龍加農/Dragonic Cannon
由戴亞戰機/Dina Fighter變成的大炮。
必殺技為「戰龍吼炎/Dragon Fire」。
- 支援機械

雷霆戰機/Thunder Jet
初期由一平開發的三台支援機之一，戰機型。
武器為「雷霆導彈/Thunder Missiles」。
雙子鑽探者/Twin Driller
初期由一平開發的三台支援機之一，雙頭鑽探機型。
武器為「雙子鐳射/Twin Lasers」。
戰神坦克/God Tank 
初期由一平開發的三台支援機之一，坦克車型。
武器為「戰神加農/God Cannon」。
合體電神·戰神斯昂/God Zenon
由雷霆戰機/Thunder Jet（上半身），雙子鑽探者/Twin Driller（腰部）和戰神坦克/God Tank（腳部）合體而成的機器人，操作員為一平。
初期的必殺技為把拳頭發射出去的「戰神飛拳/God Punch」。
在第17話因雙臂被毀而無法出動，在第28話正式復歸，並加入以上勾拳攻擊的必殺技「戰神爆裂/God Breaker」。
合體超神·雷鳴古立特/Thunder Gridman
古立特和雷霆戰機/Thunder Jet（身體），雙子鑽探者/Twin Driller（雙臂）和戰神坦克/God Tank（腳部）合體而成的姿態。
必殺技分別為把肩膀的鑽頭發射出去的「飛鑽破碎/Drill Break」，從右手打出的「雷鳴網絡光線/Thunder Grid Beam」和從胸口打出的「雷鳴網絡轟炎/Thunder Grid Fire」。
戴亞戰機/Dina Fighter
後期由一平開發的兩台支援機之一，戰機型。
可以變成戰龍加農/Dragonic Cannon。
武器為「戴亞導彈/Dina Missiles」和「戴亞鐳射/Dina Laser」。
龍帝戰機/King Jet
後期由一平開發的兩台支援機之一，戰機型。
武器為「龍帝導彈/King Missiles」和「龍帝鐳射/King Laser」。
戰龍要塞/Dragon Fortress
把戴亞戰機/Dina Fighter裝到龍帝戰機/King Jet下方後而成的戰機。
武器為「要塞導彈/Fortress Missiles」。
超龍合體·戴亞戰龍/Dina Dragon
由戴亞戰機/Dina Fighter（頭部）和龍帝戰機/King Jet（主體）合體而成的機器龍。
必殺技為「戰龍怒吼/Dragon Roar」。
合體龍帝·龍帝古立特/King Gridman
古立特和龍帝戰機/King Jet合體而成的姿態。
必殺技分別為把由雙手的光線槍發射的「龍帝網絡射線/King Grid Launcher」，從右手打出的「龍帝網絡光線/King Grid Beam」和從胸口打出的「龍帝網絡轟炎/King Grid Fire」。

### 魔王·卡恩德吉法
原文： / Kahn Digifier CV：佐藤正治 / 港配：黃子敬
異次元世界「Computer World」的居民，之後來到地球上並寄宿於武史的電腦中藉此策劃征服世界。在劇情尾端時變身成巨大魔王·Kahn Digifer，並把古立特的所有裝備和支援機全部破壞。但最後死於古立特的Grid Hyper Beam之上。

## 主題曲
- 片頭曲「夢のヒーロー」

作詞：大津あきら / 作曲：鈴木キサブロー / 編曲：岩本正樹 / 歌：坂井紀雄
- 片尾曲「もっと君を知れば」

作詞：大津あきら / 作曲：鈴木キサブロー / 編曲：岩本正樹 / 歌：坂井紀雄
- 插入曲「ふたつの勇気」

作詞：相田毅 / 作曲：戸塚修 / 編曲：戸塚修 / 歌：コンポイドスリー
劇中未使用

## 後續作品
2017年8月23日，圓谷在Ultraman Festival 2017上宣佈2017年12月20日發售本作的藍光光碟。

### 海外版
1994年，被《電光超人古立特》美國DIC娛樂公司改編成《Superhuman Samurai Syber-Squad》。

### 電光超人古立特: 魔王的逆襲
敘述魔王·卡恩德吉法的弟弟、魔王·新卡恩德吉法為了替兄長復仇而來到現實世界作亂，而前來阻止他的，是古立特和直人，以及古立特的弟弟古立特西格瑪與改過自新的武史，四者聯手與新卡恩德吉法統率的怪獸軍團交戰的故事。

## 改編動畫

### 短篇動畫
在2015年日本動畫人展覽會中，一部名為《電光超人古立特 boys invent great hero》的短片，講述在22年後（同年），已經成為科學家的藤堂武史目睹Kahn Digifer的新怪獸---實體化怪獸大肆蹂躪現實世界。在看到已被遺棄的「Junk」播放昔日古立特的英姿後，他下定決心，變身成Sigma古立特保衛家園而戰！
全劇除了武史的變身口號外，幾乎沒有對白。

### GRIDMAN UNIVERSE

#### SSSS.GRIDMAN
《SSSS.GRIDMAN》為本作的改編電視動畫，由當年製作短篇動畫《電光超人古立特 boys invent great hero》的製作公司TRIGGER擔任製作，導演亦由同作的雨宮哲擔任，於2018年6月13日在Anime Expo首映，於同年10月開始播放。

#### SSSS.DYNAZENON
《SSSS.DYNAZENON》為電光超人古立特的第二部動畫作品，而製作方面採用了本作的部分製作團隊，人物及劇情方面完全不同於本作。該作於2021年4月2日開始播放。